# Ovčírka
Ovčírka este o arie protejată (arie specială de conservare — SAC, sit de importanță comunitară — SCI) din Republica Cehă întinsă pe o suprafață de 10,22 ha, integral pe uscat.

## Localizare
Centrul sitului Ovčírka este situat la coordonatele 49°02′27″N 17°43′24″E / 49.040833°N 17.723333°E.

## Înființare
Situl Ovčírka a fost declarat sit de importanță comunitară în aprilie 2005 pentru a proteja 1 specie de animale. Situl a fost protejat și ca arie specială de conservare în septembrie 2015.

## Biodiversitate
Situată în ecoregiunea continentală, aria protejată nu include niciun habitat protejat.
La baza desemnării sitului se află o specie protejată de  amfibieni: buhai de baltă cu burta roșie (Bombina bombina).